# BoA THE LIVE 2009 X'mas
『BoA THE LIVE 2009 X'mas』(ボア・ザ・ライブ 2009 "クリスマス")は韓国の歌手BoAのライブ・ビデオ。

## 解説
ライブ・ビデオとしては『BoA LIVE TOUR 2008 -THE FACE-』より約半年振りの発売となる。
本ライブは東京と大阪の2都市にて開催され、前者は東京国際フォーラムで12月4日、5日に行われ、後者は大阪国際会議場で12月8日にて行われており、クリスマス・ライブを東京以外の都市で行うのは、今回が自身初の事となった。

## 収録曲
1. Joy to the World 〜 Winter Wonderland
2. キミのとなりで
3. LONG TIME NO SEE
4. Style
5. This Christmas
6. まもりたい 〜White Wishes〜
7. THE END そして and...
8. MEGA STEP
9. 永遠
10. 赤鼻のトナカイ
11. BUMP BUMP! feat. VERBAL (m-flo)
12. Midnight Parade
13. SOME DAY ONE DAY feat.VERBAL(m-flo)
14. 心の手紙
15. コノヨノシルシ
16. Silent Night, Holy Night
17. メリクリ
18. Winter Love
19. First snow
20. Possibility duet with 三浦大知 Music Video (from the 7th album「IDENTITY」)